# Melicertissa clavigera
Melicertissa clavigera is een hydroïdpoliep uit de familie Laodiceidae. De poliep komt uit het geslacht Melicertissa. Melicertissa clavigera werd in 1879 voor het eerst wetenschappelijk beschreven door Haeckel. 